# Bandera d'Estònia
La bandera d'Estònia es compon de tres bandes horitzontals iguals, dels colors següents de dalt a baix: blau, negre i blanc. La talla estàndard de la bandera és de 105 x 165 cm, cosa que dona una proporció de 7/11.

## Disseny i construcció
La legislació regula les mides, el color blau i les bones bones pràctiques d'ús de la bandera.

### Colors
| Model de color | Blau        | Negre     | Blanc         |
| -------------- | ----------- | --------- | ------------- |
| Pantone        | 285 C       | Negre     | Blanc         |
| RGB            | 0, 114, 206 | 0, 0, 0   | 255, 255, 255 |
| CMYK           | 90-47-0-0   | 0-0-0-100 | 0-0-0-0       |
| HTML           | #0072CE     | #000000   | #FFFFFF       |

## Història
Apareix com a bandera de l'associació d'estudiants de la nació estoniana a la Universitat de Tartu, fundada el 1632 per Gustau II Adolf de Suècia, tal com es feia a diferents universitats europees medievals i modernes per indicar la condició dels originaris d'un territori. Aquesta bandera fou ràpidament associada al nacionalisme estonià i a partir de la proclamació d'independència del 24 de febrer de 1918 es va adoptar com a bandera del nou país.
La invasió de l'URSS el juny de 1940 en va prohibir l'ús i es va arriar de la torre de Pikk Hermann, a la ciutat vella de Tallinn el 21 de juny d'aquest any. Va ser tolerada durant l'ocupació nazi en tant que bandera ètnica dels estonians, però amb la nova ocupació soviètica fou substituïda.
Fins a la perestroika la bandera o l'ús dels seus colors era prohibit i durament reprimit. El 24 de febrer de 1989 fou de nou hissada a la torre Pikk Hermann. Oficialment fou adoptada com a bandera nacional el 7 d'agost de 1990, poc després d'haver recuperat la independència.

### Cronologia

Livònia Sueca (1629-1721)
Governació d'Estònia (1721-1918)
República d'Estònia (1918-1940)
RSS d'Estònia (1944-1953)
RSS d'Estònia (1953-1990)
República d'Estònia (1990 en endavant)

## Simbologia

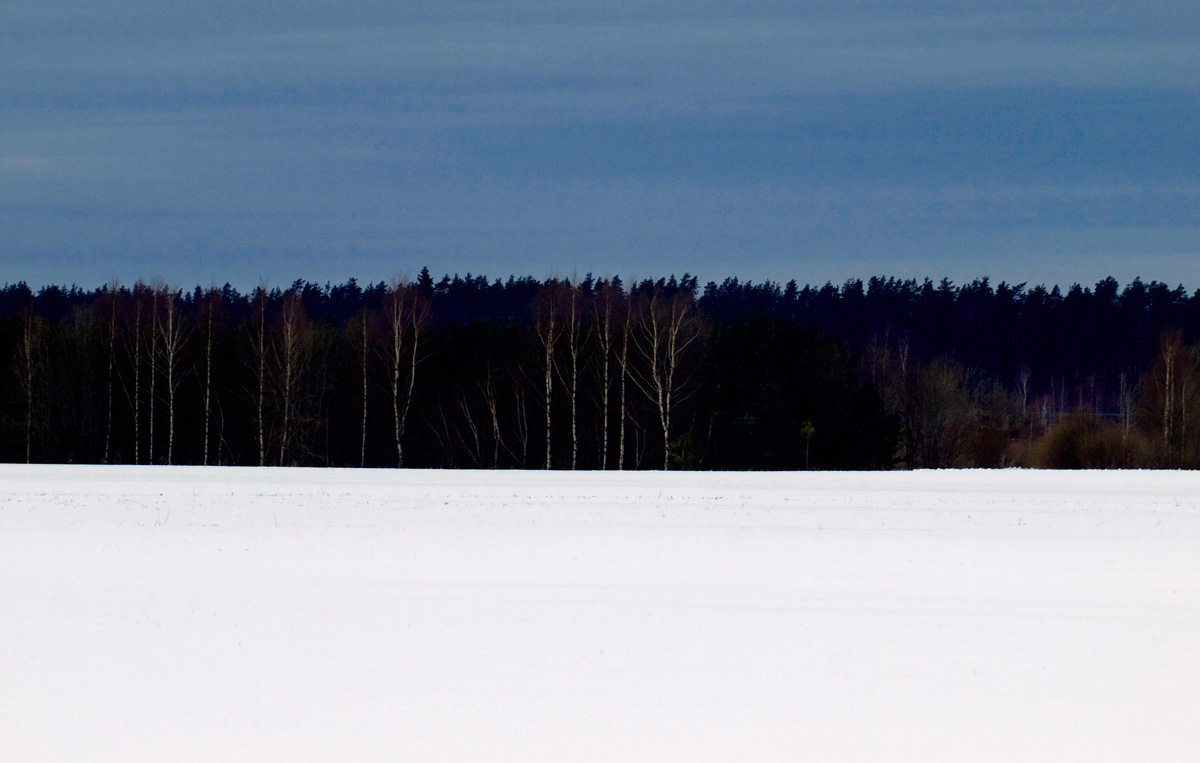
Una possible font del disseny: un bosc a l'hivern.

La interpretació tradicional dels colors és:
- El blau és el cel, els llacs i la mar i simbolitza la lleialtat als ideals nacionals.
- El negre és el color de la terra natal.
- El blanc simbolitza la recerca del benestar i la llum.

## Proposta alternativa
El 2001, el polític Kaarel Tarand va suggerir que la bandera es canviés per una creu escandinava amb els mateixos colors. Aquests partidaris veien una bandera tricolor com una bandera que s'acosta als països eslaus i de l'est, mentre que la creu mostrava més els llaços amb els països nòrdics i també el diferenciava dels altres països bàltics.
Fins i tot el diplomàtic Eerik-Niiles Kross va suggerir canviar el nom oficial del país en diverses llengües estrangeres, d'Estònia a Estland (que és el nom del país en alemany, danès, neerlandès, noruec, suec, i d'altres llengües germàniques)
Des de 1922 es van fer diversos esborranys de creus nòrdiques per a la bandera, sent el primer els més important. De tota manera, aquestes propostes no van tenir massa popularitat.

Disseny més popular.

## Banderes subnacionals

### Banderes dels comtats
El 1938 es va establir el disseny de les banderes dels 15 comtats estonians. Totes elles estan formades per dues franges horitzontals blanca i verda amb l'escut comtal situat al centre de la franja blanca.

### Banderes municipals
Les banderes municipals mostren dissenys d'allò més variat.

Tallinn
Sauga
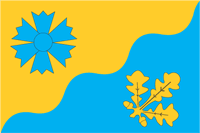
Lasva
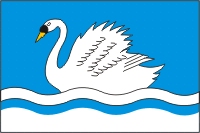
Varbla